# Fissurisepta festiva
Cornisepta festiva là một loài keyhole limpet, là động vật thân mềm chân bụng sống ở biển trong họ Fissurellidae.

## Phân bố
Loài này thường gặp ở New Zealand.